# 1931 en science
| Années de la science : 1928 - 1929 - 1930 - 1931 - 1932 - 1933 - 1934    |
| Décennies de la science : 1900 - 1910 - 1920 - 1930 - 1940 - 1950 - 1960 |

Cet article présente les faits marquants de l'année 1931 en science.

## Événements
- 18 mars : la compagnie Schick met sur le marché le premier rasoir électrique efficace[1].
- 14 avril : première démonstration publique de télévision en France par René Barthélemy[2].

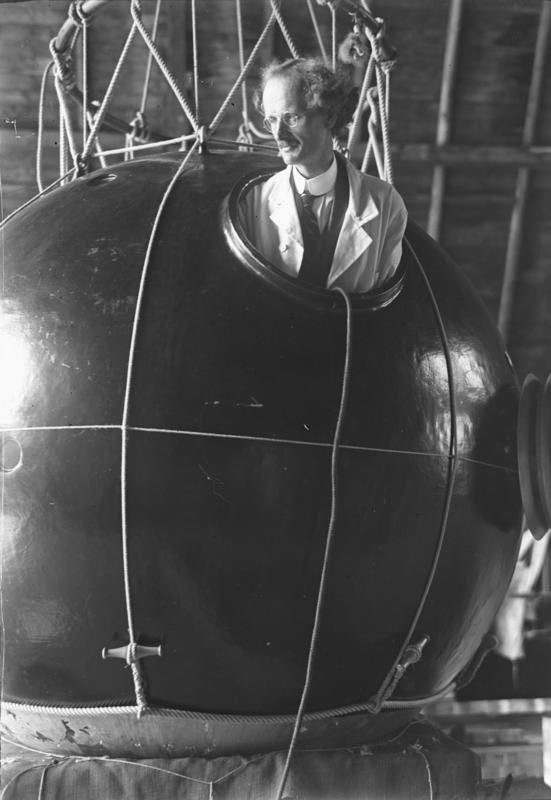
Auguste Piccard en son ballon, septembre 1930

- 27 mai : le professeur suisse Auguste Piccard et son assistant, l'ingénieur Paul Kipfer, montent en ballon d'Augsbourg  jusqu'à 15 781 mètres, réalisant le premier vol humain dans la stratosphère[3].

- 16 juin : départ de Copenhague de l'expédition de trois ans  au Groenland dirigée par Lauge Koch[4].  Le paléontologue suédois Gunnar Säve-Söderbergh découvre des fossiles d'Ichthyostega, un des plus anciens tétrapodes[5].

- 5 août : départ de Bergen de l'expédition arctique du Nautilus, tentative échouée d’atteindre le pôle Nord en sous-marin par l’Australien George Hubert Wilkins ; le 31 août, le Nautilus est le premier submersible à avoir plongé sous la banquise[6].

- Le biochimiste allemand Adolf Butenandt isole l'androstérone de l'urine masculine[7].

### Sciences physiques
- Mars : le chimiste allemand Erich Hückel publie le premier d'une série de trois articles dans Zeitschrift für Physik[8] dans lesquels il propose la règle de Hückel, qui explique les propriétés aromatiques d'une molécule cyclique plane.

- 7 avril : les physiciens allemands Ernst Ruska et Max Knoll achèvent la construction du premier prototype de microscope électronique (MET)[9].

- 21 juillet : l'astronome français Bernard Lyot obtient à l'observatoire du Pic-du-Midi la première photographie directe de la couronne solaire avec le « coronographe » qu'il a mis au point[10].
- Juillet : l'astrophysicien d'origine indienne Subrahmanyan Chandrasekhar publie son calcul d'une masse maximale pour les naines blanches[11].

- 26 août : fondation du Laboratoire national Lawrence-Berkeley[12].

- 5 décembre : les physiciens américain Harold Urey, Ferdinand Brickwedde et George M. Murphy annoncent leur découverte du deutérium par distillation fractionnée d'hydrogène liquide[13].
- 15 décembre : le physicien américain Lars Onsager publie un article dans la Physical Review dans lequel il expose sa théorie de la thermodynamique des phénomènes irréversibles[14].

- Le chimiste américain Lars Onsager établit les relations de réciprocité reliant les coefficients phénoménologiques qui permettent de décrire les processus irréversibles[15].
- Le physicien américain Robert Van de Graaff met au point à Princeton un générateur électrostatique[16].
- Le physicien britannique Paul Dirac démontre l'existence théorique du monopôle magnétique, introduit la notion d'antimatière et prédit l'existence du positon[17].

## Prix
- Prix Nobel
  - Physique : Non décerné

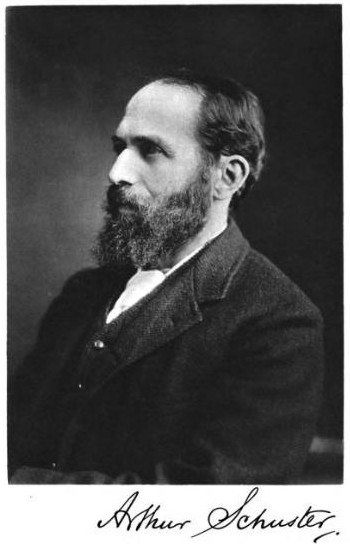
Arthur Schuster

  - Chimie : Carl Bosch, Friedrich Bergius (allemands)
  - Physiologie ou médecine : Otto Heinrich Warburg (Allemand)

- Médailles de la Royal Society
  - Médaille Copley : Arthur Schuster
  - Médaille Davy : Arthur Lapworth
  - Médaille Hughes : William Lawrence Bragg
  - Médaille royale : William Henry Lang, Richard Glazebrook
  - Médaille Sylvester : Edmund Taylor Whittaker

- Médailles de la Geological Society of London
  - Médaille Lyell : Ernest Clayton Andrews (en)
  - Médaille Murchison : George Walter Tyrrell
  - Médaille Wollaston : Arthur William Rogers

- Prix Jules-Janssen (astronomie) : Albert Einstein
- Médaille Bruce (Astronomie) : Willem de Sitter
- Médaille Linnéenne : Karl Ritter von Goebel

## Naissances

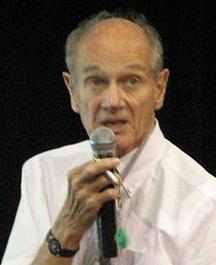
James Watson Cronin

- 1er janvier : Sabetai Unguru (mort en 2024), historien des mathématiques et des sciences israélien.
- 20 janvier : David Morris Lee, physicien américain, prix Nobel de physique en 1996.

- 6 février : Bernard Cagnac, physicien français.
- 7 février : Pierre Chambon, médecin, biochimiste et généticien français.
- 15 février : Maxine Singer (morte en 2024), biologiste moléculaire américaine.
- 27 février : Paul Bellin (mort en 1987), spéléologue et préhistorien français.
- 22 mars : Burton Richter (mort en 2018) physicien américain, prix Nobel de physique en 1976.
- 29 mars : Alekseï Goubarev (mort en 2015) cosmonaute soviétique.
- 13 avril : Jacques F. Acar (mort en 2020), microbiologiste et infectiologue français, spécialiste de la sensibilité et de la résistance aux antibiotiques.
- 19 avril : Frederick Brooks (mort en 2022), informaticien américain.
- 20 avril : Louis Pouzin, ingénieur français en informatique.

- 2 mai : Wiesław Wiśniewski (mort en 1994), astronome polonais.
- 9 mai : Vance Brand, astronaute américain.
- 16 mai : Paul Brodeur (mort en 2023), écrivain et vulgarisateur scientifique américain.
- 25 mai : Gueorgui Gretchko (mort en 2017), cosmonaute soviétique.
- 30 mai : Nino Boccara (mort en 2019), mathématicien et physicien français.
- 31 mai : John Robert Schrieffer (mort en 2019), physicien américain, prix Nobel de physique en 1972.

- 8 juin : Morris DeGroot (mort en 1989), statisticien américain.
- 27 juin : Martinus Veltman (mort en 2021), physicien néerlandais, prix Nobel de physique en 1999.

- 8 juillet : Piotr Oufimtsev, physicien et mathématicien soviético-russe.
- 23 juillet : Michel Hénon (mort en 2013), mathématicien et astronome français.
- 24 juillet : Colin Campbell (mort en 2022), géologue britannique.

- 8 août : Roger Penrose, physicien et mathématicien britannique.
- 15 août : Richard Heck (mort en 2015), chimiste américain, lauréat du prix Nobel de chimie en 2010.
- 23 août : Hamilton Smith, microbiologiste américain.
- 30 août : Jack Swigert (mort en 1982), astronaute américain.

- 1er septembre : Michael Rabin, informaticien et logicien israélien.
- 3 septembre : Michael Fisher (mort en 2021), physicien, chimiste et mathématicien britannique spécialisé en physique statistique.
- 29 septembre : James Watson Cronin (mort en 2016),  physicien américain, prix Nobel de physique en 1980.

- 6 octobre :
  - Riccardo Giacconi (mort en 2018), physicien américain d'origine italienne, prix Nobel de physique 2002.
  - Nikolaï Tchernykh (mort en 2004), astronome russe.
- 8 octobre : Dragoslav Srejović (mort en 1966), archéologue et historien serbe.
- 12 octobre : Ole-Johan Dahl (mort en 2002), informaticien norvégien.
- 13 octobre : Jack Dennis, informaticien américain.
- 15 octobre : Abdul Kalam (mort en 2015), ingénieur indien.
- 27 novembre : Jacob Ziv (mort en 2023), informaticien israélien.
- 29 novembre : Sarah Milledge Nelson (morte en 2020), archéologue et anthropologue américaine.

- 10 décembre : Luciano Tesi, astronome italien.
- 27 décembre : Henri Atlan, médecin et biologiste français.
- 30 décembre :
  - Charlie Bassett (mort en 1966), aspirant-astronaute américain.
  - John T. Houghton (mort en 2020), physicien britannique de l'atmosphère.

- Tomimaru Okuni, astronome japonais.
- Henri Nussbaumer, ingénieur et professeur d’informatique français.

## Décès

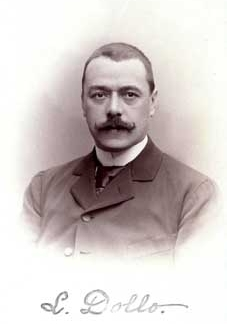
Louis Dollo

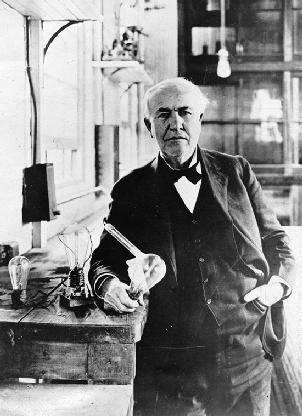
Thomas Edison

- 7 janvier : Ignaz Urban (né en 1848), botaniste allemand.
- 22 janvier : Alfred Maudslay (né en 1850), diplomate, explorateur, photographe et archéologue britannique.

- 1er février : Jean Alexandre Joannis (né en 1857), mathématicien et physicien français.
- 11 février : Charles Algernon Parsons (né en 1854), ingénieur britannique.
- 26 février : Otto Wallach (né en 1847), chimiste allemand.

- 6 mars : Wilhelm Haarmann (né en 1847), chimiste allemand.

- 18 avril : Edward Robinson (né en 1858), archéologue américain.
- 19 avril :
  - Louis Dollo (né en 1857), paléontologue belge d'origine française.
  - Raoul Gautier (né en 1854), astronome suisse.

- 15 mai :
  - Thomas Ashby (né en 1874), archéologue britannique.
  - Gaston Deschamps (né en 1861), archéologue, écrivain et journaliste français.
- 31 mai : Eugène Cosserat (né en 1866), mathématicien et astronome français.

- 9 juin : William Frederick Denning (né en 1848), astronome amateur britannique.
- 13 juin : Shibasaburo Kitasato (né en 1853), médecin et bactériologiste japonais.

- 6 juillet :
  - Edward Goodrich Acheson (né en 1856), chimiste américain.
  - Alexander McAulay (né en 1863), mathématicien et physicien australien.
- 15 juillet : Ladislaus Bortkiewicz (né en 1868), économiste et statisticien russe d'origine polonaise.
- 25 juillet : Cecil Mallaby Firth (né en 1878), égyptologue d'origine britannique.
- 27 juillet : Jacques Herbrand (né en 1908), mathématicien et logicien français.

- 2 septembre : François Nau (né en 1864), mathématicien, prêtre catholique et spécialiste de langues orientales français.
- 19 septembre : David Starr Jordan (né en 1851), pédagogue, naturaliste et écrivain américain.

- 18 octobre : Thomas Edison (né en 1847), inventeur américain.

- 6 novembre : Gustave-Frédéric Dollfus (né en 1850), géologue, malacologue et phycologue français.
- 7 novembre : Étienne Bazeries (né en 1846), cryptanalyste militaire français.
- 26 novembre : August Bernthsen (né en 1855), chimiste allemand.
- 13 décembre : Gustave Le Bon (né en 1841), anthropologue et psychologue français.
- 20 décembre : Gustaf Kossinna (né en 1858), linguiste et archéologue allemand.
- 26 décembre : Melvil Dewey (né en 1851), bibliothécaire américain.

- James Ballantyne Hannay (né en 1855), chimiste écossais.